# پایگاه هوایی موقت فرت ورت
پایگاه هوایی موقت فرت ورت (به انگلیسی: Naval Air Station Joint Reserve Base Fort Worth) (به زبان بومی: Carswell Field) یک فرودگاه نظامی با کد یاتا FWH است که یک باند فرود بتن دارد و طول باند آن ۳۶۵۸ متر است. این فرودگاه در شهر فورت وورث کشور ایالات متحده آمریکا قرار دارد و در ارتفاع ۱۹۸ متری از سطح دریا واقع شده‌است. نیروی هوایی دهم در این پایگاه قرار دارد.